# 恩维尔帕夏
伊斯麥爾·恩维尔帕夏（1881年11月22日—1922年8月4日）。是第一世界大战同盟國阵营的奥斯曼帝国三巨头之一，其他两个巨头是穆罕默德·塔拉特帕夏及杰马尔帕夏，三人被称为“三大帕夏”。他是鄂圖曼帝国青年土耳其党人的领袖。一戰結束後，他輾轉出逃至帕米尔高原並領導巴斯玛奇运动，但最終仍是被亞美尼亞裔的苏联红军將領領兵剿滅，其戰死時年40岁。

## 早年
1881年11月22日恩维尔在君士坦丁堡出生，来自阿尔巴尼亚裔家庭。他的父亲是当地的守桥人，母亲是阿尔巴尼亚的农民。1903年，他在伊斯坦堡的军事学院毕业。1906年他成为少校，并派往第三军，驻扎于薩洛尼卡。在这段时间他加入了当地一个叫「联合进步委员会」的组织。

## 崛起之路
在1908年，奥匈帝國、沙俄及英国等国策划分裂国力低弱的奥斯曼帝国。青年土耳其党人宣布了“反对政府和列维尔协定”，要求“自由、平等、博爱”，发动了推翻苏丹的革命。恩维尔在此时加入革命军并成为军队的领袖。在成功夺权后，他力邀德国建立军事联盟，并要求德国協助改革奥斯曼帝国的军队。
在1911年意大利为夺取奥斯曼帝国的北非領地利比亚，而对奥斯曼帝国开战，意土战争爆发。恩维尔前往利比亚前线指挥北非战事，但奥斯曼帝国不是意大利的对手，双方在1912年10月签订了停战合约，奥斯曼帝国割让了利比亚给意大利。
由于割让利比亚让青年土耳其党人在奥斯曼帝国的威望也随之动摇，自由和睦党人于1912年7月趁机推翻了青年土耳其党人的政权，但是靠着恩维尔的军队威望保住了联合进步委员会。但在同年10月开始的第一次巴尔干战争中，奥斯曼帝国又惨遭失败，被迫割地求和。恩维尔在1913年1月再度发动血腥政变，也即突袭高门政变，恢复了青年土耳其党人的政权。第二次巴尔干战争期间恩维尔担任奥斯曼军的参谋总长，在德国将军奥托·冯·桑德斯的帮助下收复故都亚德里亚堡（今埃迪尔内）。恩维尔现在的地位及声望如日中天，担任军事大臣，兼总参谋长，军衔从上校晋升为将军（帕夏），称号从酋長正式改为帕夏（恩维尔帕夏）。

## 第一次世界大战
在第一次世界大战初期，恩维尔是奥斯曼帝国三巨头之首，此时他的地位在奥斯曼帝国是无人能及。本来奥斯曼帝国还没决定加入任何阵营，但是因为英国海军大臣温斯顿·丘吉尔認為奥斯曼帝国加入同盟国並不會有太大影響，私自沒收土國訂造的两艘军舰也不做任何解释。这事件激怒了恩维尔并把奥斯曼帝国推入了同盟国。
奥斯曼帝国在收留德國的格本号大巡洋舰及布雷斯勞號小巡洋艦事件及介入中东战线后正式参战。1914年12月至1915年1月在高加索战役恩维尔领导的奥斯曼帝国遭到惨败，后来他以亚美尼亚人串通俄国為藉口，进行惨无人道的亚美尼亚大屠杀，导致150万亚美尼亚人因饥饿、缺水、暴晒、盗贼掠夺而死亡，这使他在文明世界声名狼籍。1916年奥斯曼帝国在加利波利战役击退协约国的入侵，恩维尔的声誉和影响力才得到恢复。

## 战后及逃亡
一战结束后，恩维尔被控战争罪，在缺席下被判死刑。他先逃往德国，在当地共产党帮助前往苏联。在1921年他到了中亚，投入当地的巴斯瑪奇起义组织。1922年8月4日，亞美尼亞裔的蘇聯紅軍悍將雅科夫·梅爾庫莫夫領兵突襲恩维尔帕夏的叛軍部隊，恩維爾於亂軍中戰死，终年40歲。
1996年，土耳其共和国政府把他的遗骸从塔吉克运回。1996年8月4日在他阵亡74周年之日举行国葬，安葬在伊斯坦布尔的烈士陵园。